# Agyilag zokni
Az Agyilag zokni (eredeti cím: How I Got Into College) 1989-ben bemutatott amerikai romantikus filmvígjáték, melyet Savage Steve Holland rendezett. A főbb szerepekben Anthony Edwards, Corey Parker, Lara Flynn Boyle és Finn Carter látható.
Az Amerikai Egyesült Államokban 1989. május 19-én mutatták be. A film bevételi szempontól bukásnak bizonyult.

## Cselekmény
Marlon Browne az érettségijére készül és egyetemre szeretne menni. A tanulásnál azonban fontosabb számára a gyönyörű, okos és népszerű Jessica meghódítása. Marlon ezért minden áron be akar jutni az elit pennsylvaniai Ramsey Egyetemre, ahol a lány is továbbtanul majd.

## Szereplők
- Corey Parker – Marlon Browne
- Lara Flynn Boyle – Jessica Kailo
- Anthony Edwards – Kip Hammett
- Finn Carter – Nina Sachie
- Christopher Rydell – Oliver
- Tichina Arnold – Vera Cook
- Charles Rocket – Leo Whitman
- Brian Doyle-Murray – Evans edző
- O-Lan Jones – Sall O'Connor
- Bruce Wagner – "A"
- Tom Kenny – "B"
- Bill Raymond – Flutter
- Philip Baker Hall – Dean Patterson
- Nicolas Coster – Dr. Phillip Jellinak Sr.
- Richard Jenkins – Bill Browne
- Phil Hartman – Bennedict
- Nora Dunn – Francine Bauer
- Duane Davis – Ronny "Sure Hands" Rawlson
- Diane Franklin – Sharon Browne
- Robert Ridgely – George Kailo
- Micole Mercurio – Betty Kailo